# ファンタシースターZERO
『ファンタシースターZERO』（ファンタシースター ゼロ、PHANTASY STAR 0、略称 PS0、PSZ）は、セガから2008年12月25日に発売された、ニンテンドーDS用ゲームソフトである。
この項目ではニンテンドーDSiウェアの『ファンタシースターZERO Mini』も併せて記述する。

## 概要
『ファンタシースターオンライン』（以下、PSO）の流れをくみつつ、世界観とストーリーを一新した完全新作のアクションRPG。ニンテンドーWi-Fiコネクションによる協力プレイや、タッチスクリーンを用いてのビジュアルチャットなど、携帯機でありながらオンラインゲームの要素を豊富に盛りこんだ内容となっている。『PSO』同様、キャラクターを育成しながらさまざまなアイテムを探すという原点に立ち戻り、マグシステムやグラインダーによる武器・防具の強化が復活した。さらにキャラクターのステータスを一定値増やすアイテム、マテリアルの効果をリセットできるリセットマテリアルが登場し、キャラクターのカスタマイズ性が高まった。
同シリーズである『PSO』とも設定上密接なつながりがあり、後半のクエスト内などでその関連性を垣間見ることができる。しかしシナリオ本編では『PSO』とのつながりを感じさせないつくりとなっているため、『PSO』をプレイしていないプレイヤーでも、問題なく楽しむことが可能である。
予約特典は「ゲストアイテム付き合体トレカ」。裏面に印刷されたパスワードをゲーム内で入力することにより、セガの他作品とコラボレーションしたアイテムを入手できる。
- 『戦場のヴァルキュリア』より「セルベリアの槍」
- 『シャイニング・ウィンド』より「砲剣 ブレイドカノン」
- 『ブレイザードライブ』より「ヴァリアント」
- 『初音ミク -Project DIVA-』より「みっくみくのネギ」

の4種である。また、すべての絵柄を合わせると1枚のイラストになるという仕掛けもある。
キャッチコピーは「集え! 書け! 遊べ! みんなをつなげるRPG」
なお、種族、性別、ストーリー中の選択肢によってエンディングが変化するマルチエンディングシステムも採用している。

## 世界観
『PSO』、『ファンタシースターユニバース』（以下、PSU）同様、ヒューマン・ニューマン・キャスト3種族を軸として物語が展開する。『PSU』で登場した種族ビーストは今作には登場しない。前述の作品、『PSU』は「差別」が主軸であるのに対し、こちらは「絆」がテーマとなっている。そのためストーリーモードでは余計な複線や対立の描写はなく、プレイヤーが世界観に入っていきやすい、親しみやすい作りとなっている。また『PSO』はアメコミ調のSFタッチであったが、今作はコミカルなアニメ調の雰囲気で、全体の様子としては、アメリカの西部開拓時代を髣髴とさせ、プレイヤーキャラクターもそれに準じたデザインとなっている。

## キャラクター作成
プレイヤーはゲーム開始時にキャラクターを作成する。作成可能な種類は『PSO』の全種族に加え、ヒューマンの女性ハンターであるヒューマール、およびニューマンの男性ハンターであるハニュームを加え計14種類が作成可能となっている。
自由度はヒューマン、ニューマンはヘッドタイプ4種類、ヘアカラー3種類、コスチュームカラー5種類、スキンカラー3種類、キャストはヘッドパーツ4種類とボディーカラーA3種類、B5種類、C3種類とそれぞれボイスを8種類（無効化含む）とマグカラー（ゲーム開始時のみ）の中の組み合わせから自由に選ぶ事が出来る。キャラクターの体格は設定する事が出来ない。
名前は平仮名、カタカナ、全角英数と記号から6文字以内で自由につける事が出来る。キャラクター作成後も無条件で無制限（マグの色以外）にこれらの設定を変更する事が可能である。
また、セクションID制度は廃止された。作成可能な人数は最大3人である。『PSU』同様、カウンターストップの概念は存在しない。以下にその全貌を述べる。

### ヒューマン
初心者向けで、最もバランスが良い。特に目立った特長は無いが、マテリアルを他の種族より多く（100個）使う事が可能である。最も人口が多く、全ての職業が存在する。
ヒューマー
バランスも良く初心者向けであるが、GC以降の『PSO』と違い自身の能力を強化するテクニックが使えるため戦闘能力は高い。
ヒューマール
ヒューマーより命中・回避・法撃力に優れる。『PSO』では重要人物の一人であったリコ・タイレルと同じ職業であるが、彼女を模したキャラクターメイキングはできない。
レイマー
『PSO』とは変わって西部劇に出てくるようなガンマンのような見た目となった。高い命中力を生かして戦う事が出来るが、『PSO』では全キャラクター中最強であった命中力がレンジャー最弱になってしまった。
レイマール
トップクラスの命中力を生かして戦う事が出来る。『PSO』では補助テクニックが全て使えたが職業毎に使えるテクニックが制限されてしまったため、レイマー同様大幅に弱体化されてしまった。
フォーマー
全てのテクニックが使える。フォイエ、ゾンデ、バータ系テクニックの威力ブースト。『PSO』とは違い命中力も高めで、補助テクニックに命中補正も掛かるようになったため物理戦闘も難なくこなす。
フォマール
全てのテクニックが使える。グランツの威力のブーストとレスタの回復量倍増。能力のバランスが良く、PSO同様に武器による戦闘からテクニックまで幅広く戦える。

### キャスト
物理戦闘能力は全種族中最強であるが、テクニックは使えない。トラップが唯一使用可能な種族でもある。
HPが自動的に回復する。立ち止まっていなくても回復するが、立ち止まっているとより多く回復する。マテリアルは80個まで使える。
ヒューキャスト
全キャラクター中最強のHP、攻撃力、防御力を持つが、法撃力、PPは最低である。『PSO』とは違い命中力もヒューマン・ニューマンハンターを上回るため物理戦闘能力は最強クラスである。
ヒューキャシール
『PSO』では耐久力に問題があったがその点は改善され、HP、攻撃力、防御力はヒューキャストに次ぐ。命中力はハンターで最強である。
レイキャスト
全キャラクター中2位の命中力と、トップクラスのHPを誇り耐久力・戦闘能力は高い。足音は健在でありまさにハコのような見た目にする事も出来る。
レイキャシール
キャストの命中力が強化されたため、全キャラクター中最強の命中力を誇る。他の物理能力も高く、高い命中力を生かして十分に活躍できる。

### ニューマン
テクニックに長け、回避力・法撃力・PPに優れる。PPが自動的に回復する。立ち止まっていなくても回復するが、立ち止まっているとより多く回復する。
能力的には特にハンターは大器晩成型で、成長すればPP自動回復機能もあって極めて高い持久力を有する。マテリアルは80個まで使える。
ハニューム
ヒューマーと比べると回避力、法撃力に勝るが防御力に劣り、僅かに攻撃も劣る。レベルが上がれば回避力、レスタの回復量も多いため持久力は高い。
ハニュエール
全キャラクター中最強の回避力を誇る。法撃力も高いためテクニックや法撃武器での戦闘もこなせるが、フォース同様パレットが少ない。
フォニューム
全てのテクニックが使える。全ての攻撃テクニックにブーストが掛かるため、テクニックオンリーで戦いたい場合は推奨できるが、その代償かレスタ回復量が他のフォースに比べて低く設定されているものの、HPが低いため個人プレイでは困らない。
フォニュエール
全てのテクニックが使える。メギドにブーストが掛かる。全キャラクター中最強の法撃力を誇る。今作では杖の打撃攻撃力は法撃力に依存するため、命中さえ押さえれば物理戦闘も十分にこなす事が出来る。

## ステージ

### ステージ概要
ファンタシースターZEROには計7種類+αのステージが存在する。マップは複数の部屋から構成され、大きく分けて前半・後半に分かれており後半のボスを倒すことが目的である。
部屋のロックは全滅させれば開くタイプとカードキーのあるタイプがあり、カードキーは違う部屋に存在することもある。敵を全滅させるとアイテムボックスが出現し、その部屋で倒した敵全員からのドロップアイテムが手に入る。このアイテムボックスは多人数プレイにおいても独立しており、各プレイヤーごとに中身が異なるため、奪いあいや不正アイテムをこっそり置くなどの対策が立てられている。
ロックが掛かっていない部屋は敵を無視して進むこともできる。前半と後半を仕切るゲートやボス部屋用のテレポーターは全員集まらないと次のエリアにいけない。また次のエリアに進んだ場合前のエリアに落ちていた全アイテムが消失してしまうため注意が必要である。
以下に各マップの詳細を述べる。
グラーシア渓谷
グランド・キャニオンを彷彿とさせる渓谷。エネミーはネイティブ属性中心である。ボスは竜型エネミーであり、ファンタシースターシリーズ恒例の最初のステージのボスといえるのだが、プレイする種族によっては最初のボスではないこともある。
オゼット湿地帯
1年中雨が降り続いている。湿地帯の上に木製の足場が建築されており、そこを移動する。霧が深くなるトラップが存在する。プレイヤーの動きに反応するトンボがいる。
リオウ雪原
雪が降り積もっているエリア。雪ウサギや雪男を連想させるエネミーが出現する。他のエリアとは違い、ボスは中ボスクラスの敵が複数回に分かれて登場する。
廃棄都市パル
その名の通り廃棄都市であり、背景には看板や建築物・柱などが見受けられる。エネミーはネイティブ、ビースト、マシンとバラエティに富み、壁を挟んでの攻撃可能な敵も多い。また、多彩なトラップも存在するが、うまく使えば敵を巻き込むこともできる。ボスは雪原や洞窟遺跡と違ってちゃんとしたボスらしい敵であるのに、何故か打倒数ランキングには存在しない。
洞窟遺跡マカラ
その名の通り洞窟遺跡であり、洞窟らしくコウモリのような敵も出現する。洞窟の所々に花が生えている。エリア中継地点に花畑がある。引っかかると真っ暗になってしまうトラップが存在する。リオウ雪原同様、ボスは中ボスが2 - 3匹ずつ2、3回登場する。
アルカプラント
月に作られたステージ。マシン型のエネミーが多数出現する。ボスのヒューミリアスはラスボスであるダークファルスよりも総合的な戦力が高いが、攻撃がパターン化している。
暗黒神殿
最終ステージ。御伽噺に出てくるような城を髣髴とさせ、各部屋にはテーブルや椅子が見られる。エネミーはダーク属性のみ。前半と後半で出現するエネミーが異なる。ボスは2連戦であるため回復アイテムを切らさないように戦いが長引かないことが求められる。
エターナルタワー
オフラインクエストでのみ選択可能。全101階で構成され、ボスを除く全てのエリアのエネミーが出現し、10の倍数の階と最終階にはボスキャラクターが存在する。死亡しない限りシティに戻ることは10階に1回だけであるが、死亡して戻った場合はゲームオーバーとならずその階からやり直すことはできる。10 - 30階毎に音楽と風景などが変わり、各ステージの音楽が楽しめる。90階以降では風景が宇宙空間となり、壮大である。ストーリーモードでスーパーハードに到達するためには一度は攻略せねばならず、また攻略特典も悪くはないため一度は一通り攻略しておきたいのだが、非常に長く中断不可能（DSのスリープモードによる中断は勿論可能であるが）であり、平均4時間から6時間程度の時間が掛かってしまう。このエリアでしか出現しないレアアイテムも存在する。

### 敵と耐性について
武器での攻撃の耐性について敵側に打撃耐性、射撃耐性という概念が加わった。この値はエリアごとに偏っている傾向が多く、エリアによってはハンターが銃で戦ったり、逆にレンジャーも剣で戦ったりと言う事が求められる。
全体的に見て射撃耐性を持つ敵が多く、間に障害物や谷間・溝などがあったりすると銃で攻撃しても無効化されるため接近戦を求められる傾向が高い。

### レアブロック
一部エリアの通常の行き止まりであり、カードキーが存在しないという場所に限って一定の確率でレアブロックが出現する事がある。ストーリーモードでしか出現しないものと、それ以外のモードでも出現するものがある。ストーリーモードでしか出現しないものは、店系統（レアアイテムや回復アイテムが購入できる）ファンタシースターオンラインシリーズからの伝統の「ナウラのケーキ屋」と「ココ・ハット」の2種類。
どんなモードでも登場するのは、 - の巣形「ラッピーの巣」、「ウサニーの巣」、「ブーマの巣」の三種類と、中間エリアで出現する中ボスとその亜種計三体と2連戦する「アリーナ」がある。

### ダイロンシティ
通常ゲームを始めるとここから始まり、一通りの施設が揃っている。ストーリーを進めるとマンホールの中に入れるようになり、地下の施設も利用できる。シティ、街などとも呼ばれる。
以下に各施設の詳細を示す。
アイテムショップ
回復アイテム・テクニックディスク、トラップが購入できる。レベルが上がる毎に強力な薬も購入できるようになるが、PPを全回復するトリフルイドだけは購入する事が出来ない。
ウエポンショップ
武器は勿論、防具、ユニットも含めてここで購入する事が出来る。武器屋の商品の種類はレベルは勿論、時間に対応した擬似乱数を用いて制御しているため時間を変更すれば陳列が変わり、一定の時刻で強力な装備品が売っていれば誰でもその時間に設定すればその装備を手に入れる事が出来るのだが、店で売られる武器には限界があり、通常武器でも上位種とのヒエラルキーが激しいため『PSO』のように店売り武器こそ最強、というわけでもないため実用性はさほど高くは無い。
カスタムショップ
限界迄磨いた武器の属性を一度・一つだけ強化したり、武器のエレメントを変更する事が出来る。『PSU』のように強化によって武器が壊れる事は無いが、フォトンアーツの変更やエレメントのレベル上げは不可能である。エレメントのレベルは固定であるため、如何に優れた属性・フォトンアーツ・高レベルエレメントの武器を探すかが攻略のカギとなる。尚、ほぼ全てのレア武器（10メセタで売却できるもの）のエレメントの変更は不可能である。
フォトンコレクター
地下に存在する施設。フォトンドロップと武器・防具・一部強化アイテムなどを交換できる。武器屋同様、陳列品の制御に時間対応の擬似乱数を用いており、武器屋と違って使える武器もあるため強い武器の並ぶ時間帯さえ分かれば誰でも手に入れる事が出来る。
エネミーコレクター
地下に存在する施設。敵の体の一部であるエネミーパーツを加工してもらえる。フォトンコレクター同様、最初の3ステージのクエストをクリアすると合える。『PSO』と違って属性もランダムで付加される。
パスワードマシン
地下に存在する施設。一部特典アイテムをパスワードを入力する事によって手に入れる事が出来る。入手直後にセーブされるため、エネミーパーツの加工のように希望の属性が出るまでリセットするという事は出来ないが、セーブデータを初期化すればまた手に入れる事も理論上可能である。尚、これらの三者はオンラインフリーモードでは行く事は出来ないため注意が必要である。

## クエスト
クエストにはストーリーモードにおけるメインクエストと、何度でも選択できるクエストが存在する。前者は各キャラクター一度しかプレイ出来ないのに対し、後者は何度でもプレイできる。
後者のクエストには一部特殊なエリアを除いて各エリア2種類ずつ存在し、片方はエリア半分しかないものである。これはボスと手っ取り早く戦いたい場合や、前後半によって出現する敵の種類が変わるものでそこの敵から出るレアアイテムを狙っている場合などに有効である。ただしこのクエストではエリアの中継地点に出現する特殊エリアが出現しない。

## ストーリーモード
『PSO』、『PSU』のオフラインモードに相当。メインストーリークエストを攻略することによって、進めるエリアが増えていく。攻略済みエリアは何度でも攻略する事が出来、メインではないクエストも同様である。一部オフラインでしか選択できない・出現しないエリアも存在する。
難易度はノーマル、ハード、スーパーハード3種類存在し、ハードモードはノーマルのメインクエストをクリアすることによって、スーパーハードは一部イベントクエストを除く全てのハードモードクエストをクリアすることによって到達可能である。

### 作戦
ストーリーモードでNPCと冒険する場合、作戦によって指令を出す事が可能である。ヒールオーダー、アタックシフトなどがあり、回復・補助重視、攻撃重視などNPCの武器や行動などが変わる。またこれらをビジュアルチャットのショートカットの様に編集することも可能である。

## Wi-Fiモード
フレンドコードを交換した人とだけ冒険できる「フレンドと遊ぶ」モード、難易度やエリアを指定し、国内外ランダムでマッチングする「ランダムで遊ぶ」モード、一人で冒険する「シングルで遊ぶモード」が存在する。高難易度への到達条件はハードではレベル30、スーパーハードではレベル60に到達しているか、もしくはストーリーモードで到達可能かである。
PSOとは違い、ストーリーモードで高難易度に到達可能であれば規定レベルに達していなくてもWi-Fiモード等でも高難易度に到達する事は可能であるため一部そのようなプレイヤーをフリーモードなどで見かけても明らかな不正行為ではない。また、同じエリアに居れば敵を攻撃したり倒したりしなくても100%の経験値を手に入れる事が出来る。このため、PSOにおける経験値を得るために一通りの敵に攻撃するといった行為は必要が無いが、あくまで同じエリアに居ないと無効であるため無闇な先行は避けるべきであろう。
以下に各モードの詳細を述べる。
フレンドと遊ぶ
フレンドコードを交換した人同士で遊ぶ事が出来る。ここを選択すると登録したリストが表示され、アイコンで状態がわかる。緑がフリー（但し冒険をしていないというだけで、フリーでマッチング待ちの可能性がある）、赤は冒険中、青色のみ入室可能で、最大4人まで同時に冒険できる。部屋の作成者はメンバーの決定、クエスト・冒険エリアの選択を行う事が出来る。部屋では2人以上に達すればゲームが開始可能である。冒険中に他のフレンドが部屋を作成したりした場合には速報でその趣旨が示される。ランダムやシングルで潜っていても同様である。本作のウリともいえるビジュアルチャットでのコミュニケーションが可能なのはオンラインではここだけである（シングルモードでも可能であるが、2人以上でコミュニケーションを行えるという意味）。高難易度モードを選択可能であるためには、メンバー全員が条件を満たしている必要性がある。また、リーダーとフレンドである事が条件であるため、それ以外のメンバー同士がフレンドでなくてもマッチングする事がある。このとき、両者の同意があればフレンドコードを交換する事も可能である。
フリーで遊ぶ
希望する難易度・エリアを指定し、それらの希望者同士がランダムでマッチングし、2 - 4人でプレイする。選択可能エリアはキャラクター作成直後では3エリアのみであるが、ストーリーモードでメインクエストを進めることによって、選択可能なエリアが増えていく。選択可能難易度に関しては前述の通りである。コミュニケーション手段はワードセレクトを用いた簡単な挨拶程度のものと、L+方向キー（+Rで異性のもの）で行える、『PSO』や『PSU』に於けるロビーアクション（シティのみ）であり、フレンドコードの交換などは基本的に不可能である。ステージをクリアしたら終わりで再び他のエリアを選択する事は出来ず、ゲームを終了を選択するしかない。また、プレイヤーの評価を◎、○、△で選択でき、◎にすればマッチングしやすく、逆に△にすればマッチングしにくく出来る。このため、チーターやマナーの悪い者などは評価を悪くする事によってマッチングしにくくする事は出来るが、2度とマッチングしないようには出来ないため、プレイしている時間帯や希望エリアによっては評価を悪くしても再びマッチングしてしまう事もある。
シングルで遊ぶ
その名の通りシングルでプレイする事が出来る。フレンドモードにおけるオンライン専用クエストもちゃんとプレイできるため、フレンドは居ないがクエストを一通りプレイしたいという場合（クエスト図鑑が存在するためこの問題は大きい）や、プレイ終了後アイテムを整理したいという時にも活用できる。

## ワイヤレス通信モード
ニンテンドーDS本体とファンタシースターZEROを人数分持ち寄ることで、育てたキャラクターを集結させて4人まで同時にゲームをプレイすることができる。基本的にはWi-Fiモードの「フレンドとあそぶ」モードと同様にプレイ可能で、マルチプレイ専用クエスト・ビジュアルチャット・ロビーアクションが可能である。
ゲーム開始時は親機となるプレイヤーが募集をかけ（部屋をつくり）、そこに子機となるプレイヤーが接続するという形式をとっている。親機となったプレイヤーはリーダーとなり、プレイするクエストおよびフィールドを選択する権利が与えられる。ただし親機の接続が切れると強制的に子機もゲームのプレイを中断させられてしまうので注意が必要である。なお、この場合もゲーム中断時にセーブするかどうかの確認が行われるので、すでに取得した経験値やアイテムが失われることはない。

## ゲームシステム
『PSO』のゲームシステムを基本としつつ、『PSU』から導入されたフォトンアーツや緊急回避など新要素も加わってアクション性が高くなった。

### アクションパレット
ファンタシースターZEROでは、アクションパレットに必要なアクションを登録してゲームを進める。
テクニックに関してはPSOのようにショートカットウィンドウから発動する事は出来ず、アクションパレットに登録していないと発動すら出来ないため6種類しかないアクションパレットに何を入れるかが重要な戦略となる。通常アイテムやトラップ、武器変更に関しては直接選択メニューを表示できるショートカットが用意されているが、メニュー表示中は一切動くことができないため使いこなすには多少の慣れが必要である。

### 通常攻撃、緊急回避
攻撃に関してはノーマルアタック、ヘビーアタックの2種類が存在し、それぞれ3段階まで出す事が出来る。『PSU』と同様、攻撃中に方向転換する事も出来る。EXアタックは廃止され、武器に付属しているエレメントは攻撃時に武器ごとに定められた確率で発動する。
攻撃力倍増系攻撃は確実に発生し、HPを減少させて高威力の攻撃を発動するものに関しては『PSO』のように対数関数的にHP消費量が減少し、攻撃を受けたりしない限り絶対にゼロにはならないものからHPがゼロになって死亡するようになったため注意が必要である。
更に、緊急回避というアクションが今作から追加された。高速な前転を行い、一瞬の無敵時間を発生させ窮地を逃れる事が出来るが、直後の硬直もあるため使いどころを誤るとかえって不利になってしまう。

### フォトンアーツ
派手で強力な必殺技を発動するフォトンアーツは、今作ではドロップした武器毎に設定されており、『PSU』のようにレベルは存在せず、任意で入れ替えることもできない。また『PSU』とは異なり近接系の武器以外の射撃武器、法撃武器にもフォトンアーツが用意されている。
各武器のカテゴリごとに3種類ずつ割り振られており、レアアイテムでも固定のものから変動するものまであり、フォトンアーツが存在しない武器も存在する。
ノーマルアタックもしくはヘビーアタックボタンを押し続けチャージすることによって発動される。チャージ時間は武器により異なるが、チャージ時間を短くするアイテムも存在する。また、一部武器には武器のエレメントとは別に固有の効果を持つものも存在する。

### テクニック攻撃
テクニックは炎・氷・雷・光・闇・攻撃系上昇・防御系上昇・攻撃系低下・防御系低下が存在し、フォトンアーツ同様チャージすることによって上位テクニックに（補助・回復系の場合味方キャラクターも掛かるように）できる。上記の通りパレットに登録しないと発動できないため、フォースの場合パレット不足に悩まされる。
習得可能なテクニック・レベルはフォースは全テクニックレベル15、ハンターとレンジャーはメギド・グランツを除く攻撃テクニック、回復テクニックはレスタ・アンティ、補助テクニックはハンターはシフタ・デバンド、レンジャーはジェルン・ザルアをレベル10まで習得する事が出来る。キャストは使用する事が出来ない。
テクニックディスクの使用条件がいわゆる精神力（今作の法撃力）からレベル依存になったため、精神力特化のマグと高レベルテクニックディスクを新規キャラクターに移動して使用するといった事が出来なくなっている。
以下に詳細を記述する。
フォイエ系
炎系攻撃。前方に炎球を飛ばす。溜めるとラフォイエになり広がる炎で中距離の複数の敵を攻撃する。
ゾンデ系
雷系攻撃。前方に雷を落とす。溜めるとラゾンデになり電流で中距離の複数の敵を攻撃し、複数回ヒットすることもある。PSOのギゾンデに近い。
バータ系
氷系攻撃。前方一直線の敵を攻撃する。溜めるとラバータになりPSOのギバータに近く、単体に複数回ダメージを与えられるが、同時ヒット判定が悪いため、味方の攻撃が重なると大ダメージが与えられない。
メギド系
闇系攻撃。前方に攻撃し、ヒットすると円形にダメージ判定が発生。溜めるとギメギドになり1ヒットあたりのダメージが減少する代わりに複数回ヒットするようになり、いわゆるブラックホールのように敵を吸い寄せるなど性質が大きく変化する。
グランツ系
光系攻撃。前方に攻撃。発動までに少々時間が掛かる。溜めるとギグランツになり自分が発光し、周囲に居る敵にダメージを与える事が出来る。チャージが短くなるユニットを装備すればこれでハメる事も出来る。
シフタ系
攻撃力、法撃力、命中力が上昇し、テクニックのダメージも上がる。補助系全般に言えることだが、持続時間が非常に短く最低でも各部屋毎に毎回掛けなおす必要性がある程である。その代わりに最高レベルのものは極めて強力であり、ジェルンとデバンドの組み合わせではボスいえど敵の攻撃が殆ど当たらなくなるほどである。また、溜めると味方（敵）も同時に上昇（低下）する点も共通している。以下ではその点については省略する。パレットの制約上、フォースはシフタとザルアなど2つの組み合わせを入れる事が多い。
デバンド系
防御力、テクニック耐性、回避力が上昇。プレイヤーのキャラクターはテクニック耐性が0なため、プレイヤーにテクニック耐性上昇の効果はない。
ジェルン系
敵の攻撃力、法撃力、命中力が低下。逆に溜めないと単体のみのため、ボス戦の場合溜める必要性は基本的に無い。
ザルア系
敵の防御力、回避力、法撃・テクニック耐性が低下。
レスタ系
HPが回復。溜めると味方も同様回復する。
アンティ系
状態異常を回復する。レベル1で全ての異常（味方の死亡含む）を回復出来、レベルが上がると溜めた時の範囲も広がる。

### トラップ
基本的にキャスト専用（所持だけなら他の職業でも可能）。PSOの様に自分で起爆出来ないため、発動するタイミングまで計算して設置する必要性がある。テクニックと違いメニューから設置する事は出来るが、すぐに設置したければパレットに登録しておくべきであろう。
しかしその場合回復アイテムの使用が遅れてしまうため悩みどころでもある。入手方法は道具屋で購入するのみであり、所持限界数が成長するトラップは職業ごとに2つずつ決まっており、レベルが一定上がるごとに最大10まで増加する。
以下に詳細を述べる。
アイストラップ
近くに居る敵を凍らせる。後述の通り、攻撃されれば解除されてしまうため実用度は高くない。
ライトトラップ
近くに居る敵を混乱状態にする。
ヒートトラップ
近くに居る敵を燃焼状態にする。
ヒールトラップ
近くに居る味方のHPを回復し、また死亡状態も回復する。

### ステータス異常
『PSU』同様、基本的に時間回復する。回復に関してはソルアトマイザーかアンティ系で完治可能（ソルアトマイザーによる死亡回復は不可能だが）。また、氷の状態異常がいわゆるレバガチャで治療不可能となったため、氷を回復するにはあらかじめメニューを開いておくか、NPCや他プレイヤーに解除してもらったり、凍る瞬間にアンティを掛けなければならない。キャストは再び毒状態にならなくなり、麻痺と感電が統一され、『PSO』の麻痺に近いものとなった。氷に関しては攻撃されれば解除されてしまうため、『PSO』のフリーズトラップや凍結武器のような凶悪さが無くなり、バランスが取られている。
複数の状態異常になることが無いため、既存の状態異常が他のプレイヤーの攻撃により上書きされやすくなっており、トラップで状態異常にしても他者に上書きされてしまう事も少なくない（ただし、能力上昇および下降、状態異常は別枠である）。

### L注目
『PSU』と同様敵をオートロックする機能が無いが、Lボタンで敵をロックオンする事が出来る。いわゆるZ注目。
後述するように短銃、機関銃はこのまま撃ち続ける事が出来るため、HPの高い中ボスクラスの敵には有効な手段である。また、盾を使っても防御し続けながら隙を見て攻撃する、といった戦法も可能である。
ただし仕様上、現在ロックオンしている敵よりも近い敵が現れると自動的にターゲットが移行してしまうためセイバー系などの接近武器でロックオンを多用していると思わぬアクシデントに見舞われることも多い。

### プレイヤーレコード
プレイヤーの総合記録が記録され閲覧する事が可能である。
プレイヤー記録
エネミー打倒数、難易度ごとのクエスト、最大ダメージ、最大被ダメージ、戦闘不能回数、最大コンボ数、塔（エターナルタワー）塔破回数が閲覧可能。
クエスト図鑑
一度プレイしたクエストの種類はプレイヤー記録で確認可能である。メインストーリー、サブストーリー、マルチプレイクエストが確認可能。種族ごとにメインストーリーも違うため、コンプリートを目指すのであれば最終的に作らない種族が居たとしても一通りクリアしておく必要性がある。
エネミー図鑑
各エネミーの打倒数、討伐率（倒した種類）を確認する事が出来る。
アイテム図鑑
入手した各武器・マグの説明とアイテム収集率を確認する事が出来る。尚、特典アイテムでも数値は上昇するが、100%を越える事は無い。
ランキング
フレンドに登録して1度以上一緒に冒険をした人間同士の最大与ダメージ、最大被ダメージ、戦闘不能回数、最大コンボ回数、エネミー討伐総数、雪原・廃棄都市・洞窟遺跡を除く各種ボスの討伐数、武器収集率、フォトンドロップ交換数を見る事が出来る。この中でフォトンドロップ交換数の限界値だけが255ときわめて低い。また、中ボスではないはずの廃棄都市のボスの打倒数も何故か表示されない。
称号取得記録
一定の条件を満たすと称号が貰え、それをここで確認する事が出来る。
報酬受け取り
各称号を手に入れるとそれに応じた報酬をここで入手する事が出来る。尚、データを初期化しない限り報酬は1度限りである。

## 武器
武器は大きく分けて剣系、銃系、法撃系（杖系）が存在する。
剣系
ハンターの標準装備。高威力や複数攻撃可能なフォトンアーツを有するものも多く、接近戦のメイン武器である。また、攻撃力が低い反面命中が高く、防御力のボーナスがつく「大盾」もこのカテゴリである。
銃系
レンジャーの標準装備。中 - 遠距離戦向けであるが、一部武器やフォトンアーツによっては接近戦も難なくこなす。
法撃系
フォースの標準装備。今作の杖での攻撃力は法撃力依存であるため、攻撃力を強化しなくても杖で十分に戦闘をこなす事が出来る。スライサーである「飛刃」もこのカテゴリである。

## 防具とユニット
防具
防具に関しては大きく分けてアーマー系、フレーム系、ローブ系が存在し、防具もグラインダーで強化する事が可能となった。スロットに関しては初代『PSO』と同様スロットを増やすアイテムが存在しないため、スロット数の少ないレア防具よりスロットが多い通常の鎧のほうが価値は高い。各種類ごとにスロット数の限界も存在し、アーマー、ローブ系は4つ、フレーム系は3つである。また、盾は武器扱いとなった。
ユニット
各ステータスや耐性を強化したり、一部状態異常にならなくしたりする事が出来る。『PSU』のように同じ能力が上昇するユニットは複数させないという制約も無く、またカウンターストップの概念も存在しないためユニットで極限まで強化する、と言った事も可能である。

## マグとフォトンブラスト
マグ
『PSO』と同様マグも登場する。今作では武器・防具など、全てのアイテムをエサとして食べ、同時に5つまで食べさせる事が出来る。エサを与えられるまでの間隔はDSの本体時間依存なため、DSをスリープモードにしていても育てられる。また本体の時間を強制的に進めることで強引に育てる事も可能である。各ステータスは実ステータスと一対一の対応で、最高レベルは100である。他のステータスとしてはシンクロ率と性格があり、性格によってエサの好き嫌いなどに差が出る。
フォトンブラスト
攻撃したりされたりする事によってPBポイントが溜まり、満タンになるとフォトンブラストが発動する。『PSO』と違い、テクニック攻撃でも溜まる。今回は1/4ずつの区切りでたまり、チェインする場合は発動者の魔法陣の中に居る必要性がある。また、1/4たまるごとに特殊効果が発動するものもいる。
フォトンブラストは一つしか覚えさせる事が出来ない。一方アイテムとして拾う事が出来るマグはランダムでフォトンブラストを覚えている。
『PSO』同様にレアマグも存在し、一定レベルに到達すると進化するものと、アイテムで進化するものがおり、いずれも条件がある。

## その他アイテムに関して
各アイテムは倉庫に999個ずつ預けられるようになった。
トリフルイドについて
PPを全快するトリフルイドに関しては店などでは一切入手する事が出来ないが、基本的に使い込まなくてもテクニックオンリーでクリアできるようなバランスではある。
スケープドールについて
死亡時に自動復活できるスケープドールであるが、『PSO』の様に1つずつではなく×n個ずつ持てるようになった代わりに同時に3個までしかもてなくなってしまった。上述の通り倉庫には999個預ける事は可能である。PPやトラップは回復せず、HPのみ全快で復活する。
アトマイザー系について
基本的にパレットに登録しない限りメニューからしか使用できなくなったためか、同じ部屋に居れば味方の位置に関わらず発動するようになった。また、ソルアトマイザーは味方のステータス異常（死亡除く）も回復できるようになった。スターアトマイザーとムーンアトマイザーに関しては5つまでしかもてなくなり、前者に限っては効果はHP全快ではなくなった。
マテリアルについて
マインドマテリアルが復活し、使用したマテリアル数をリセットするリセットマテリアルが登場した。ヒットマテリアルに関してはマグの能力が命中も含め全て1=1であるので初代PSOほどの凶悪さはないが、今作でも命中は重要なステータスであるため、命中の低いキャラクターにとっては需要はある。HP、PPマテリアルに関しては他のマテリアルと違い1つの使用につき2上昇するが、その代わり他のマテリアルと共通枠となった。リセットマテリアルについては間違ってマテリアルを使用してしまってキャラクターを削除するという事も無くなり、レベル毎に使用するマテリアルを変更したいといったときにも役立つものと思われる（例えばHPの低いキャラクターは低レベル時にはHPマテリアルを使い、レベルが上がればパワーやマインドマテリアルを使用するなど）。また、ラックマテリアルはステータスの運がなくなったため廃止された。

## 用語
大空白
約二百年前、ヒューマンの数が激減し、キャストは長い眠りにつき、ニューマンは地球から姿を消した。ということしか明らかになっておらず、二百年の間の記録も残っていない。
主人公たちはハンターズとしての活動をしつつ、この謎を解き明かしてゆくことになる。
プロジェクトトリニティ
大空白が起こる少し前、ヒューマン、ニューマン、キャストの三種族が協力してマザートリニティを開発、環境を改善するために立ち上げた企画。
しかし、マザートリニティの意見を飲めなかった事、ダークファルスの介入によって計画は失敗し、大空白が起こるきっかけになる。

## 登場人物
主人公
声 - 多数の声優が担当
プレイヤーの分身。種族によりそれぞれ生い立ち、ストーリーが変化する。
サリサ (SARISA)
声 - 鎌田梢
14歳。ニューマンの少女。明朗快活な精神の持ち主。レーヴェ率いる地上降下部隊の先発隊として地上に降り立ち、主人公に接触した。初めはヒューマンを敵視していたが、主人公と共に過ごす内に見方を改め、主人公と共にマザートリニティを撃破すべく立ち上がる。
本来、テクニックを駆使して戦うフォニュエールであり、また回復量もNPCの中では高く、回復を期待したい反面、主な武器は短杖であることから主人公がレンジャーやフォースになるとメンバー構成・作戦によっては「唯一の前衛」状態で戦い続ける。
カイ (KAI)
声 - 神奈延年
22歳。男性ヒューマン。ハンターズの兄貴分的存在。元々は遺跡の調査を目的に旅に出た流れ者の賞金稼ぎだったが、大気汚染の影響で仲間が全滅、唯一汚染物質に耐性があったカイだけが生き延びてダイロンシティにたどり着き、定住してハンターズになった。仲間を失った過去からか、見た目からはわからないほど慎重な性格。
オギ (OGI)
声 - 稲田徹
年齢不詳。男性キャスト。キャストのストーリーではレーヴェに襲撃され、その他のストーリーでは大型エネミーにボディを食べられてしまったため、登場時は頭部のみだったが、回収した別のキャストのボディに頭部を接続して復活を遂げた。本人は「キャストのボディは、飾りのようなもので、頭部が破壊されなければ大丈夫」と主張している。接続したボディに残っていた（キャストは頭部のメインデータバンクの他に、ボディに予備のデータバンクを持っている）記憶から、二百年前の大空白がマザートリニティによって引き起こされたものであることを知り、破壊された仲間の無念を晴らすべくマザートリニティと戦う。
レーヴェ (REVE)
声 - 緑川光
20歳。男性ニューマン。ヒューマンに激しい憎悪を燃やす。ニューマンの中でも能力が高く、エリートである「マザートリニティ親衛隊」のリーダーかつサリサやニューマン主人公が属する降下部隊の隊長。そのためプライドが高く、他者を見下したような発言をする。マザートリニティの命令を受けて、ヒューマンの勢力拡大を阻止するため地上降下部隊を組織、自ら地上に降り立って破壊工作を行った。G・メビウスとG・ケイオスの2体のガードロボを従えており、戦闘時に呼び出して戦う。アルカプラントで、2体が変形合体した姿、「ヒューミリアス」を呼び出して主人公達に最終決戦を挑むが敗北。その後、マザートリニティに捨て駒にされたことを契機に反旗を翻し、主人公に組してフォトン動力炉を爆破する、第二動力炉があるプラントの地図を渡すなどサポートに徹する。ヒューマンのストーリーではカイに代わり主人公たちと暗黒神殿に向かう。離反後も性格は変わっていないようで、仲間に対して素直ではない。
自信過剰なキャラクターを反映してか、瀕死になっても自分を回復しないことが多い。
アナ (ANA)
声 - 前田愛
20歳。女性ニューマン。二百年前のヒューマンが残した日記からマザートリニティが地上を滅ぼして大空白を引き起こした事を知って、地下組織「レジスタンス」を組織、マザートリニティ撃破の機会をうかがっていた。マザートリニティを破壊した後、ニューマンの新たな指導者となる。
ダイロン (DAIRON)
声 - 銀河万丈
46歳。男性ヒューマン。冒険の拠点となるダイロンシティの市長。なお、ダイロンの名は初代の市長から受け継がれており、ダイロンとしては三代目。市長としては優秀で、主人公のサポートをするほか元ハンターであったことから、月から戦闘ロボが降りてきた際には身につけている剣で応戦した。若ハゲを気にしており、適当に理由をつけて主人公達に発毛剤の材料を取りに行かせる。なお、パスワード入力で入手できる「Vジャンプシールド」には、なぜかダイロンの絵が描かれている。

## コラボレーション

### ファンタシースターZERO
- 自社作品以外にも様々なメーカーとのコラボレーションアイテムが登場している。
  - 『マリオブラザーズ』より「ドカンバズーカ」
  - 『Vジャンプ』より「Vジャンプシールド」など
- 「ニンテンドーDSでもネットワークRPGは可能なのか」と技術検証をするため、開発初期において「DS版PSO」が作成されたという。
- ニンテンドーWi-Fiステーション、またはみんなのニンテンドーチャンネルからデザイナーや有名人が描いたビジュアルチャットをダウンロードすることが出来る。ビジュアルチャットの配信が更新されると過去に配信されていた物はダウンロードできなくなるが、プレイヤー間のコピーは可能である。

### その他のゲーム
- ファンタシースターポータブル2
  - ラッピーがラッピー・パラルの名義でエネミーとルームグッズに、オギがルームグッズとして登場[2]。
- ファンタシースターポータブル2 インフィニティ
  - 上記のエネミー、ルームグッズが引き続き登場し、エネミーが追加。アナ、サリサ、レーヴェのコスチュームが登場[3]

## 関連商品
SR ファンタシースターZERO PHANTASY STAR 0（セガ ユージン）
サリサ、ヒューマール×2、レイキャシール×2、ハニュエール×2の全7種。

## スタッフ
- プロデューサー - 酒井智史
- チーフプロデューサー - 見吉隆夫
- ディレクター - 川端真之
- キャラクター監修 - 窪岡俊之
- メインシナリオ原案 - 師走トオル、新井輝
- サウンド - 小林秀聡
- アニメーション制作 - GONZO

## 主題歌
オープニング
「負けないココロ」 奥村初音 (avex trax)
エンディング
「たいせつなもの」 芙咲由美恵

## ファンタシースターZERO Mini
セガの初参入作品のニンテンドーDSiウェア。2009年3月25日配信開始（要200ポイント）。
ゲームの目的は、グラーシア渓谷を再編成したステージを舞台に、レイバーン撃破までのスコアアタックとなっている。本編ではNPCだったカイ、オギ、サリサをプレイヤーキャラクターとして使用する。DSワイヤレスプレイに対応しているが、本DSiウェア同士のみの対応で、本編である『ファンタシースターZERO』との通信は出来ない。また、Wi-Fi通信プレイには対応していないが、DSワイヤレス通信時に最大4人まで遊ぶ事が出来る。

## その他の話題
電撃PlayStation Vol.442「ターゲット・ロックオン!!」
今作に出演している緑川は、声はレーヴェ以外に「主人公などの細かい声を担当」している事を公言している。PSシリーズ初のプレイはニンテンドー ゲームキューブ版『PSO』。更に今作もプレイしている。主人公はフォニュームで声は自身の声を選択。更にある条件でパーティーキャラクター出現したレーヴェに驚いていた。以降のクエストには必ずレーヴェを同行させているが、声が主人公込みで自身の声なので「混沌」だと苦笑いをしている。難関のSHのエターナルタワーにレーヴェ同行込みで挑み、クリアーしている。